# 夏島型敷設艇
夏島型敷設艇（なつしまがたふせつてい）は、日本海軍の敷設艇。同型3隻。

## 概要
大正12年度(1923年)計画で建造された燕型敷設艇2隻に続いて昭和6年度(1931年)の①計画により建造された敷設艇である。同計画では600トン型敷設艇5隻、600トン型捕獲網艇2隻が要求されたが、最終的に本型3隻が建造された。
1933年(昭和8年)から翌年にかけて竣工、「那沙美」「猿島」の建造中に友鶴事件が発生したために復元性能改善工事が行われた。
「夏島」「猿島」は1938年(昭和13年)7月1日に支那方面艦隊の指揮下に入り、日華事変に参加、「那沙美」も中国方面に進出している。
「夏島」「那沙美」は佐伯防備隊、「猿島」は横須賀防備隊所属で太平洋戦争開戦を迎え、
大戦前半は機雷や防潜網の敷設などを行った。1943年(昭和18年)中期以降は哨戒、船団護衛に投入され、3隻とも1944年(昭和19年)に戦没している。

## 艦型
計画番号H5。燕型敷設艇をタイプシップとし、艦内配置はほぼ同一であるが、前型が捕獲網設置を主としたのに対し、本型は機雷敷設を主、防潜網設置を従とした。
船首楼は凌波性向上の為に燕型より延長された。船首のダビットで機雷を揚収しレールで後部へ移動するため、船首楼甲板にはシアが無い。上甲板には両舷に機雷軌道1条ずつを設置し、上甲板舷側には高さ約600mmのブルワークを設けた。機械室後方に機雷庫を備え、機雷搭載用のスキッドビームを後部マスト付近に設置、燕型より5割増しの八九式機雷120個を搭載できた。
機雷庫には機雷24個を搭載、残りは上甲板に搭載した。機雷は1個で約1トン有り、機雷搭載時に充分な安定性を取ると機雷が無い場合は逆に安定性が不充分になる。これに対処するためアンチ・ローリング・タンクを上部構造物後端に設置した。
機雷を搭載しない場合は防潜網か捕獲網を搭載できるよう、後甲板は木張りとし船尾に高さ約1,200mmのブルワークを設けた。後甲板には網設置台を設け、舷側にはダビット台と網用の錨台もあった。
砲熕兵装は、8cm高角砲を前後に1基ずつ、13mm単装機銃が後部マスト直前に設置された。その他に八一式(爆雷)投射機2基が後甲板にあった。

### 性能改善工事
「猿島」「那沙美」の建造中に友鶴事件が発生し、本型も復元性能改善工事を行った。上甲板舷側のブルワークは網敷設作業所を残して撤去、アンチ・ローリング・タンクも撤去された。船体には深さ600mmのバラストキールを装着し、固定バラスト(猿島で約80トン)を搭載した。
1939年(昭和14年)には大修理を行って船体を補強、これらにより公試排水量は「夏島」で668.7トン、「猿島」で647.1トンとなっていた。

### 猿島
「猿島」は計画番号H5bで、試験的にマン式ディーゼルを主機とした。それにより排水量が増加、速力1ノット減少したが、航続力はほぼ倍になった。外観上は煙突が他の2隻と異なり、高さが低く、先端に傾斜がついていない。海軍の公式類別では猿島を夏島の後、かつ那沙美の前に登載しており、夏島型2番艇の扱いとしている。

## 同型艇
- 夏島
- 那沙美
- 猿島